# Zapotlán de Juárez
Zapotlán de Juárez é o 82° dos 84 municípios do estado mexicano de Hidalgo. Possui este nome em homenagem a Benito Juárez. Possuia 19 358 habitantes em 2005.